# Justina de Pàdua
Justina de Pàdua (Pàdua?, s. III - 7 d'octubre de 304) fou una jove cristiana, màrtir durant les persecucions de Dioclecià. És venerada com a santa per diverses confessions cristianes.

## Hagiografia
Justina pertanyia a una família patrícia de Patavia (actual Pàdua). Convertida al cristianisme, fou instada a fer sacrificis als déus pagans; en negar-s'hi, fou detinguda davant Maximià i condemnada a mort. Fou executada i sebollida prop del teatre romà de la ciutat.
Llegendes posteriors la van fer deixeble de sant Pere apòstol, qui la va enviar a Pàdua des d'Antioquia de Síria, i filla espiritual de Prosdòcim de Pàdua.

## Veneració
Sobre la tomba s'edificà un santuari al segle vi, per ordre del pretor Venanci Opilió. Ampliat al segle xv, esdevingué abadia benedictina amb el nom de Santa Giustina di Padova, que subsistí fins al 1810, que fou suprimida per Napoleó I. Fou reinstaurat com a monestir en 1919 i hostatja la Biblioteca statale del monumento nazionale di Santa Giustina.
Amb els sants Antoni de Pàdua, Prosdòcim i Daniel de Pàdua és la patrona de Pàdua.
El culte a la santa es revaloritzà quan en la seva festivitat, el 7 d'octubre de 1571, la flota de la Lliga Santa va vèncer els turcs a la batalla de Lepant.

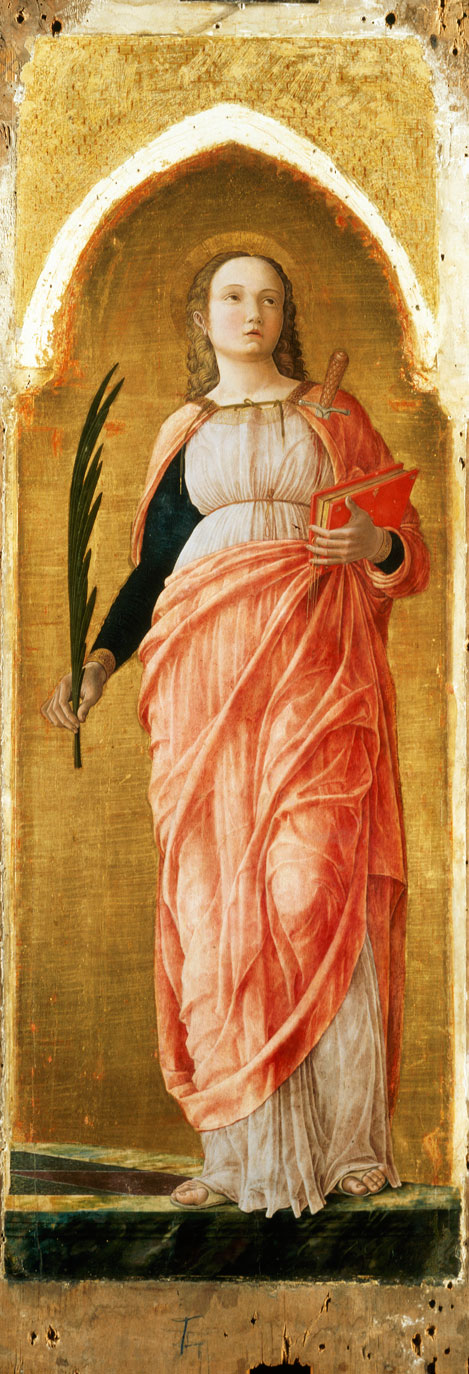
Martiri de la santa, per Andrea Mantegna, 1454 (Milà, Pinacoteca Brera)
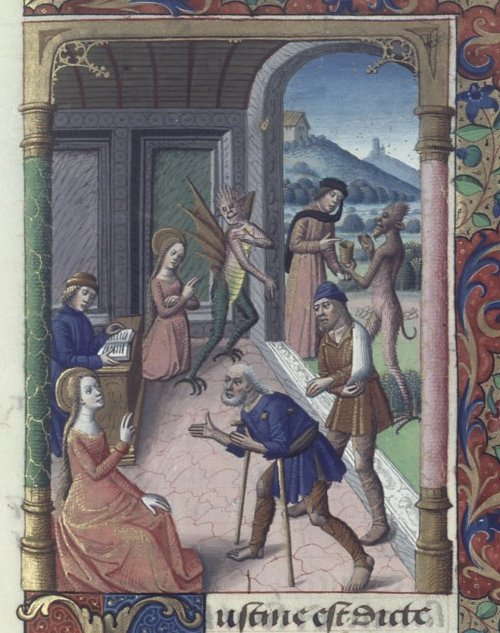
Llegenda de Justina, miniatura del s. XV (París, BNF)
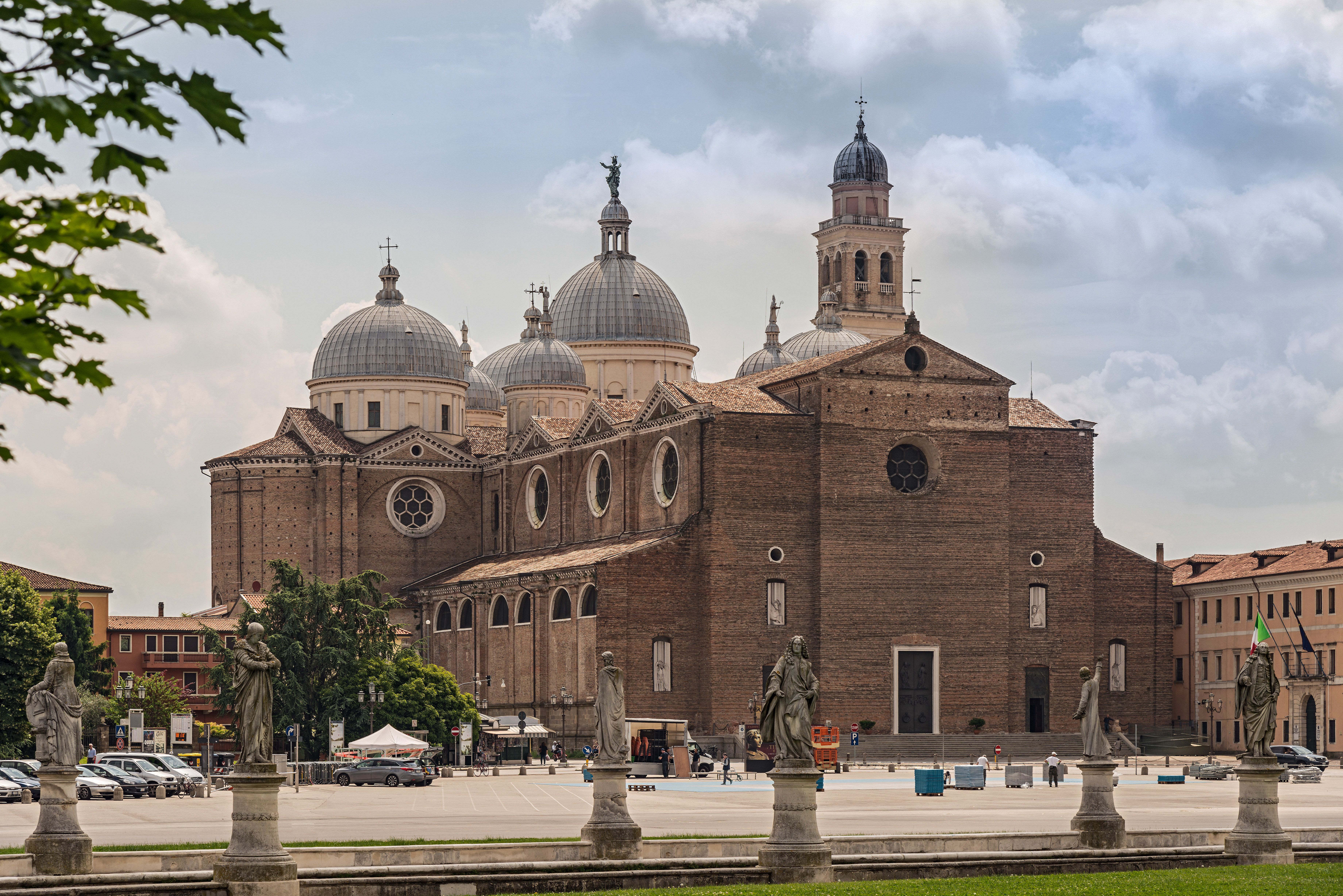
Basilica de Santa Justina (Pàdua).
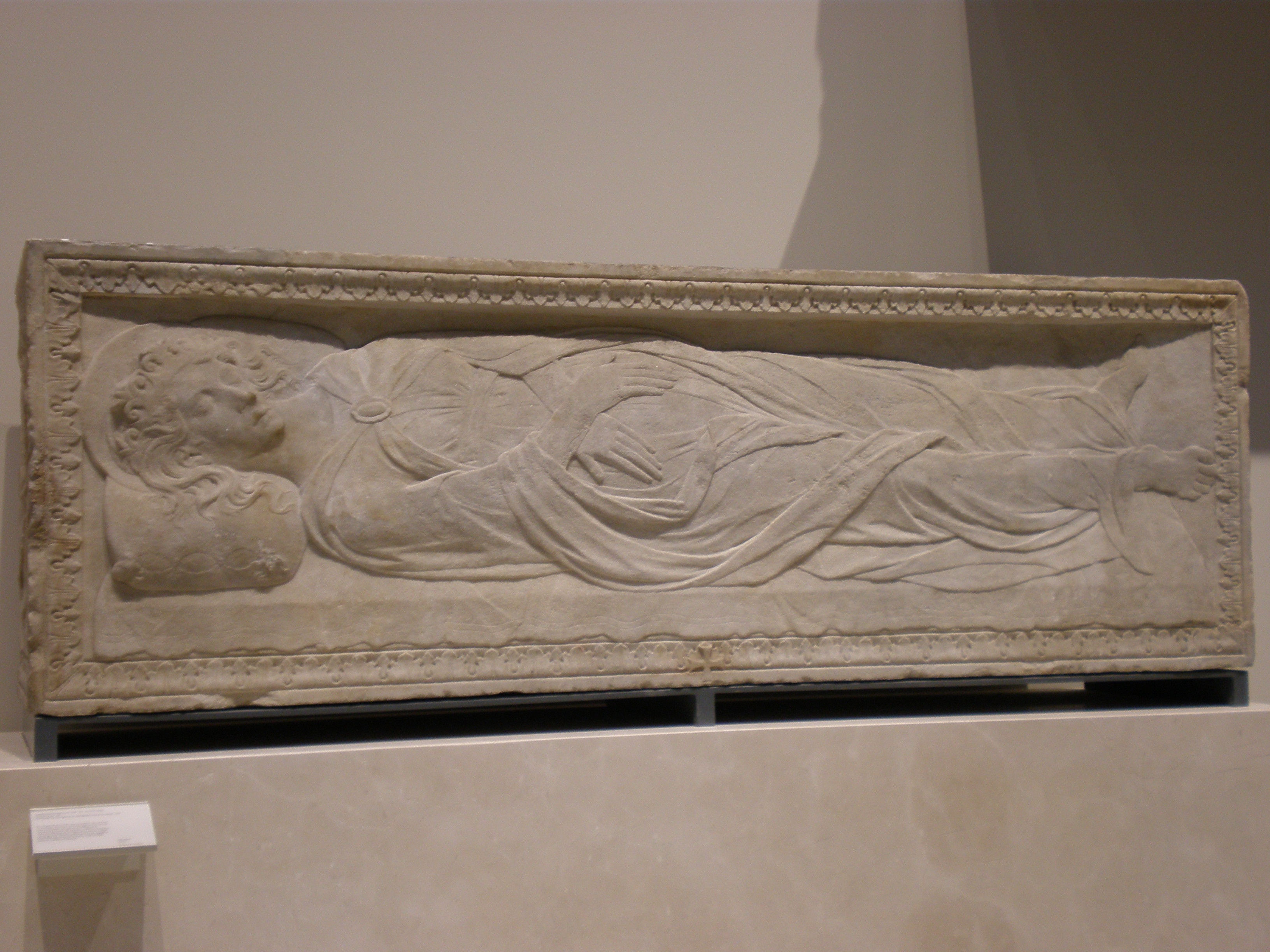
Antic sarcòfag de S. Justina, per Gregorio di Allegretto, 1450-1476 (Londres, Victoria and Albert Museum)